# Movimiento ejecucionista

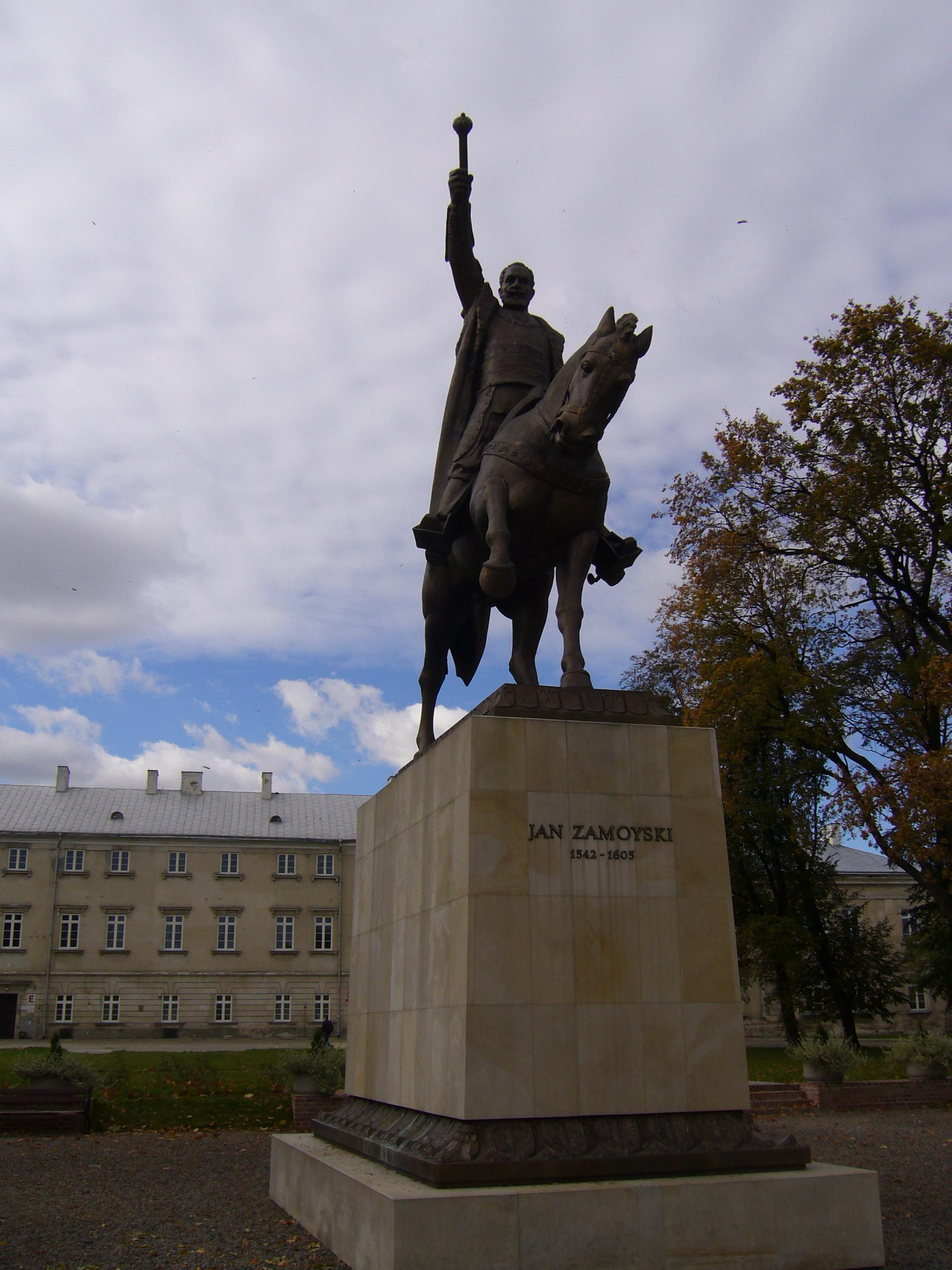
Estatua del Canciller y defensor del movimiento, Juan Zamoyski en Zamość

El movimiento ejecucionista fue un movimiento político del siglo XVI, activo en el Reino de Polonia y, posteriormente, la mancomunidad polaco-lituana. En polaco, el movimiento se denominó ruch egzekucyjny, egzekucja praw ("ejecución [aplicación] de las leyes") o egzekucja dóbr ("ejecución de la propiedad"). 
El movimiento reivindicaba el cumplimiento de la ley frente a los abusos de la alta nobleza (magnates)  y la devolución de las tierras públicas que jurídicamente eran propiedad de la corona pero que habían sido usurpadas, apropiadas o empeñadas a magnates (grandes nobles). 
Fue popular entre la baja nobleza y contó con el apoyo real como un intento de reformar el país. Los seguidores del movimiento eran conocidos como popularyści ("populistas"), o zamoyszczycy ("zamoyskitas", por su líder Juan Zamoyski). Fueron seguidores claves de esta tendencia:
- El canciller Jan Zamoyski,
- El mariscal del Sejm Mikołaj Sienicki,
- El mariscal del Sejm Rafał Leszczyńskí (antepasado del rey Estanislao Leszczyński y abuelo del primado de Polonia Wacław Leszczyński),
- Políticos como Hieronim Ossoliński, Jakub Ostroróg, Jan Ponętowski.
- Filósofos como Andrzej Frycz Modrzewski y Jan Łaski y escritores como Augustinus Rotundus apoyaron parcialmente las tesis ejecucionistas.

El objetivo del movimiento era reformar el país y aumentar los derechos de la baja nobleza y el parlamento (Sejm) a expensas de los magnates, el clero y en menor medida el monarca. El movimiento ejecucionista logró algunas de sus demandas. Pese a ello, a comienzos del siglo XVII empezó a perder influencia sin haber logrado una reforma significativa. Los historiadores modernos suelen considerar que muchas de las reformas propuestas por los ejecucionistas hubieran tenido, de haberse llevado a cabo, un impacto positivo en el declive que vivió el país en los siglos XVII y XVIII.
Las demandas claves del movimiento incluían:
- Respeto y ejecución de las disposiciones de los sejmik y en general de las leyes del país ("ejecución de las leyes").
- Vuelta al realengo de las tierras de la corona ("królewszczyzny"), a menudo ilegalmente ocupadas por los magnates ("ejecución de tierras").
- Aumento del poder del Sejm (parlamento) haciendo cumplir el principio de Nihil novi (no se podían otorgar nuevas leyes sin la aprobación del Sejm).
- Cumplimiento de la ley de Incompatibilitas  de 1504, que prohibía que una misma persona reuniera determinados cargos estatales. Ello servía tanto para evitar la concentración de poder por los magnates como para garantizar una cantidad de cargos disponibles para la baja nobleza.
- Respeto para las leyes de residencia, que prohibía que no residentes en un distrito ocuparan determinados cargos del mismo.

Adicionalmente y según el periodo, el movimiento mostró su apoyo a otras disposiciones:
- Apoyaron una autoridad central fuerte.
- Apoyaron un sistema tripartito en el que el rey representaba a la corona, el Senado a los magnates y el Sejm a la baja nobleza. Consideraban que el tercero debía ser la institución dominante en el país
- El fin de los privilegios del clero. Esto incluida acabar con las exenciones de impuestos eclesiásticas, la secularización de las tierras de la iglesia, limitar la jurisdicción eclesiástica en relación con disputas sobre el diezmo y otros asuntos económicos y una revisión de las donaciones a la iglesia.
- Buscaron una unión más estrecha con Lituania y el fin a la autonomía de Prusia.
- Una reforma de las finanzas públicas. Esto incluía la eliminación de aranceles a la importación y limitar los peajes internos.
- La organización del ejército con base en fuerzas permanentes. Uno de los grandes éxitos del movimiento fue la creación en 1562 del wojsko kwarciane, un ejército permanente pagado por los ingresos de las tierras reales a diferencia de los ejércitos particulares que financiaban los magnates. En 1578, se vio complementado con la piechota wybraniecka el reclutamiento de campesinos de dichas tierras de realengo. Esto incentivó aún más las reclamaciones de ejecución de tierras para hacer efectivo el nuevo ejército.
- Una afirmación de la libertad religiosa, dado que muchos ejecucionistas fueron protestantes.
- La liquidación de los gremios medievales, la prohibición de que la tierra fuera propiedad de personas ajenas a la nobleza (szlachta) y mayor libertad económica para los judíos, así como un límite a los nombramientos eclesiásticos de plebeyos. Ello buscaba limitar el auge de la burguesía.
- Una reforma y modernización del sistema judicial.